# Geografia Abchazji

Mapa Abchazji

## Ukształtowanie powierzchni
Większą część terytorium zajmują południowe stoki głównego grzbietu Kaukazu (ważniejsze przełęcze: Kłuchorska i Maruchska) oraz jego odgałęzienia: na północnym zachodzie Góry Gagryjskie, w centrum Góry Bzypijskie i Góry Abchaskie, na południowym wschodzie Góry Kodorskie). Najwyższy szczyt Dombaj-Ulgen (4046 m n.p.m.). W północnej części krainy góry dochodzą bezpośrednio do urwistych brzegów Morza Czarnego – często występują tutaj nadmorskie osuwiska. Bardziej na południe, począwszy od rzeki Kodori, przecinającej Wąwóz Kodori, wzdłuż wybrzeża, rozciąga się stopniowo rozszerzający się ku południowemu wschodowi fragment Niziny Kolchidzkiej. Od gór jest on oddzielony strefą przedgórzy. W znacznej części kraju szeroko rozwinięte zjawiska krasowe; największe jaskinie: Nowoatońska, Pantiuchina, Śnieżna. W Abchazji, w rejonie masywu Arabika, znajduje się aktualnie najgłębsza jaskinia świata j. Woronia-Krubera – 2160 m głębokości.

## Budowa geologiczna i zasoby mineralne
Kaukaz jest fałdowym górotworem alpejskim o skomplikowanej budowie geologicznej.
Góry Gagryjskie oraz Góry Bzypijskie zbudowane są głównie z wapieni. Występują zjawiska krasowe
Występują tu częste trzęsienia ziemi.
Niewielkie zasoby węgla kamiennego, rud cynku, ołowiu, miedzi, rtęci i barytu, surowców budowlanych.

## Hydrografia
Główne rzeki: Kodori, Bzyb, Gumista, Galidzga, mają charakter górski. Jezioro: Rica.
Liczne źródła mineralne (miejscowość Awdachara).

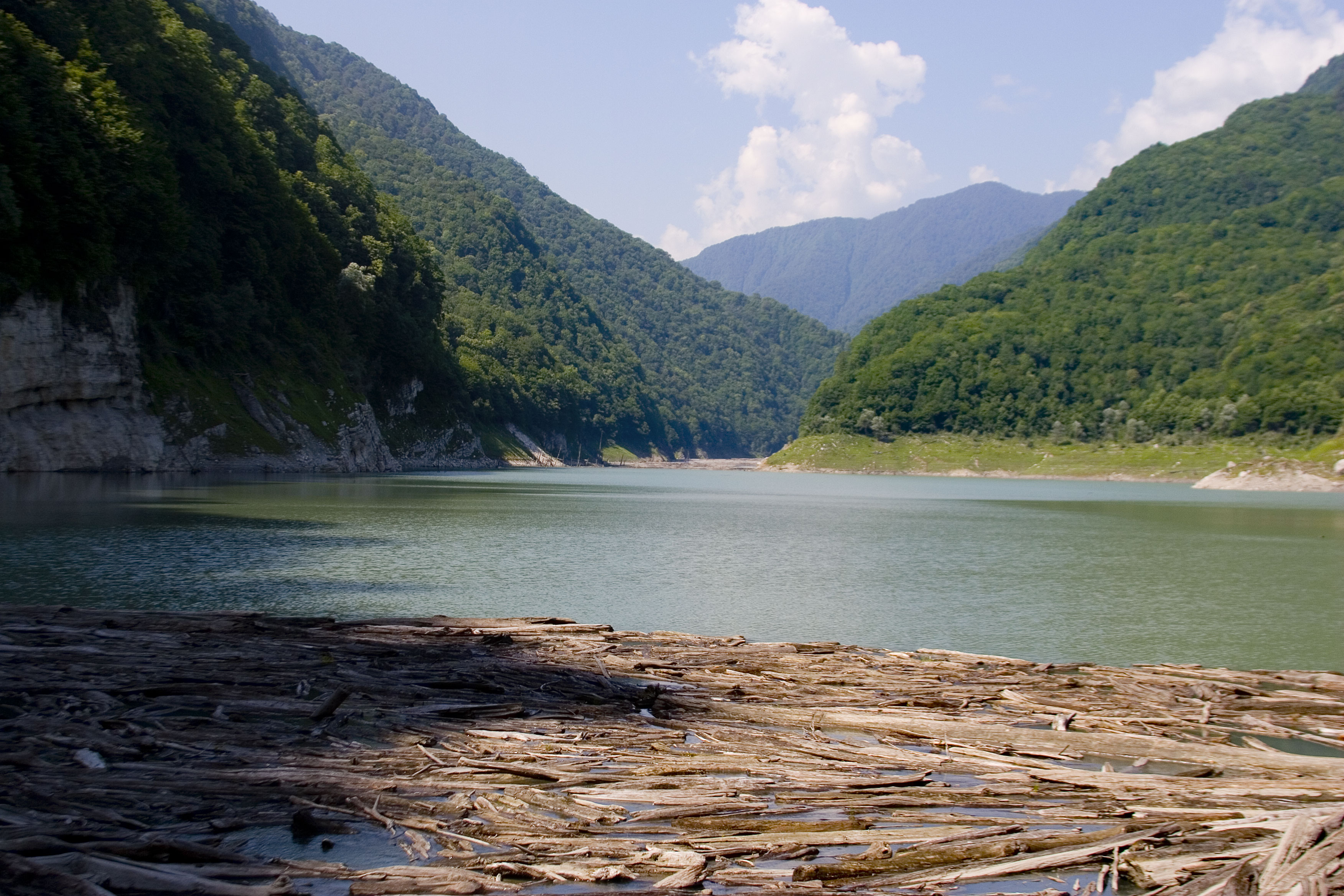
Jezioro Amtkeli
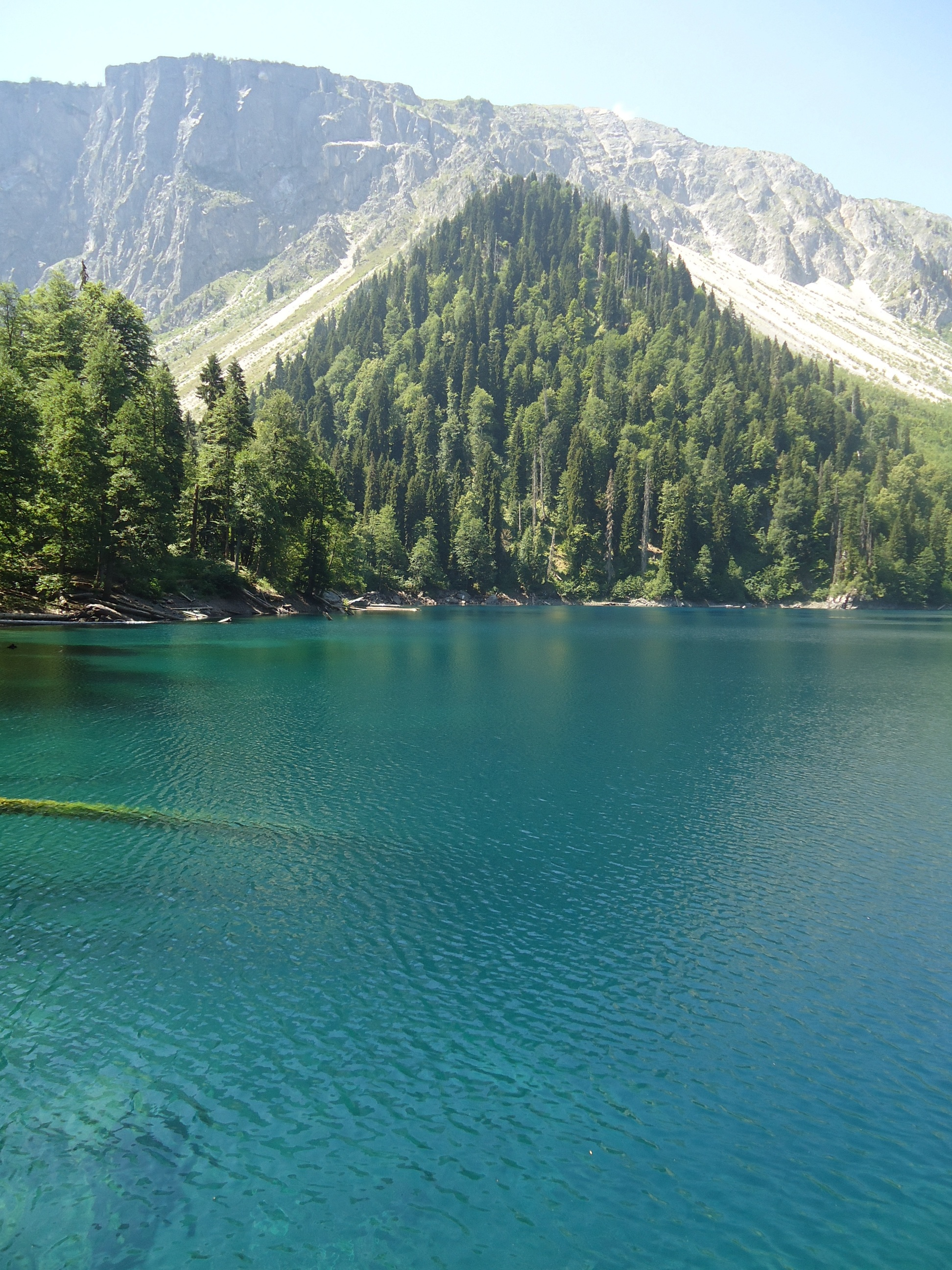
Jezioro Mała Rica
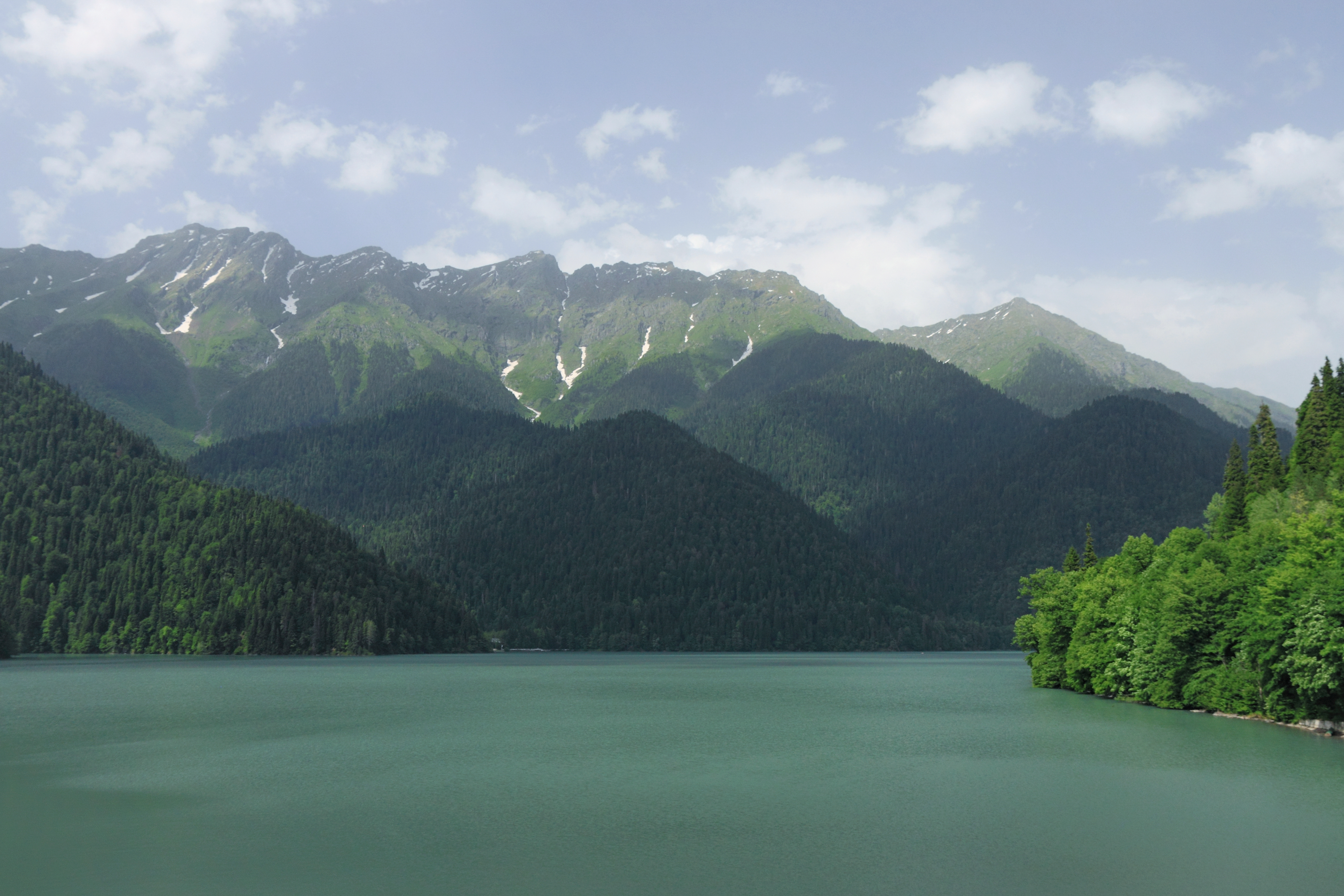
Jezioro Rica
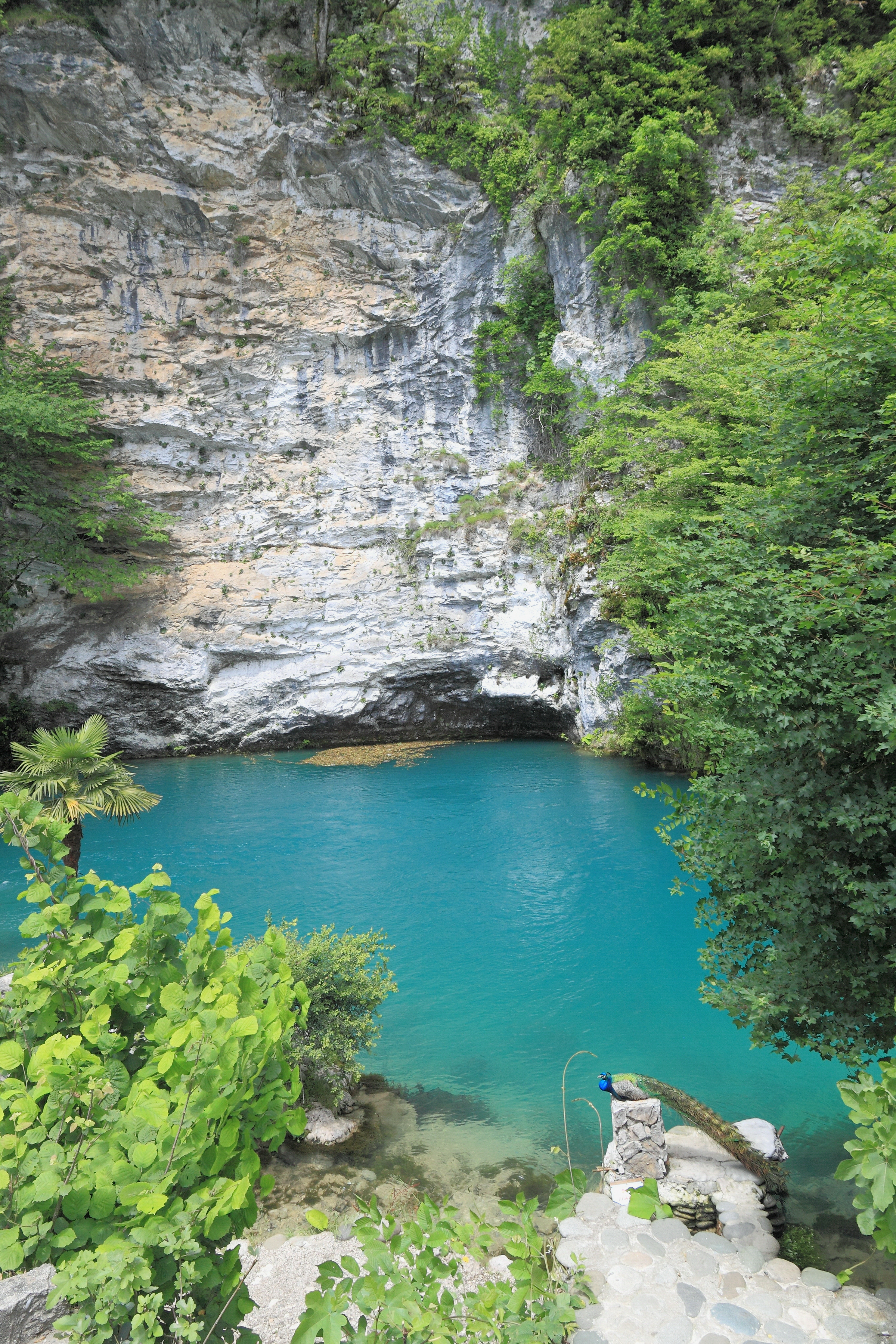
Błękitne jezioro
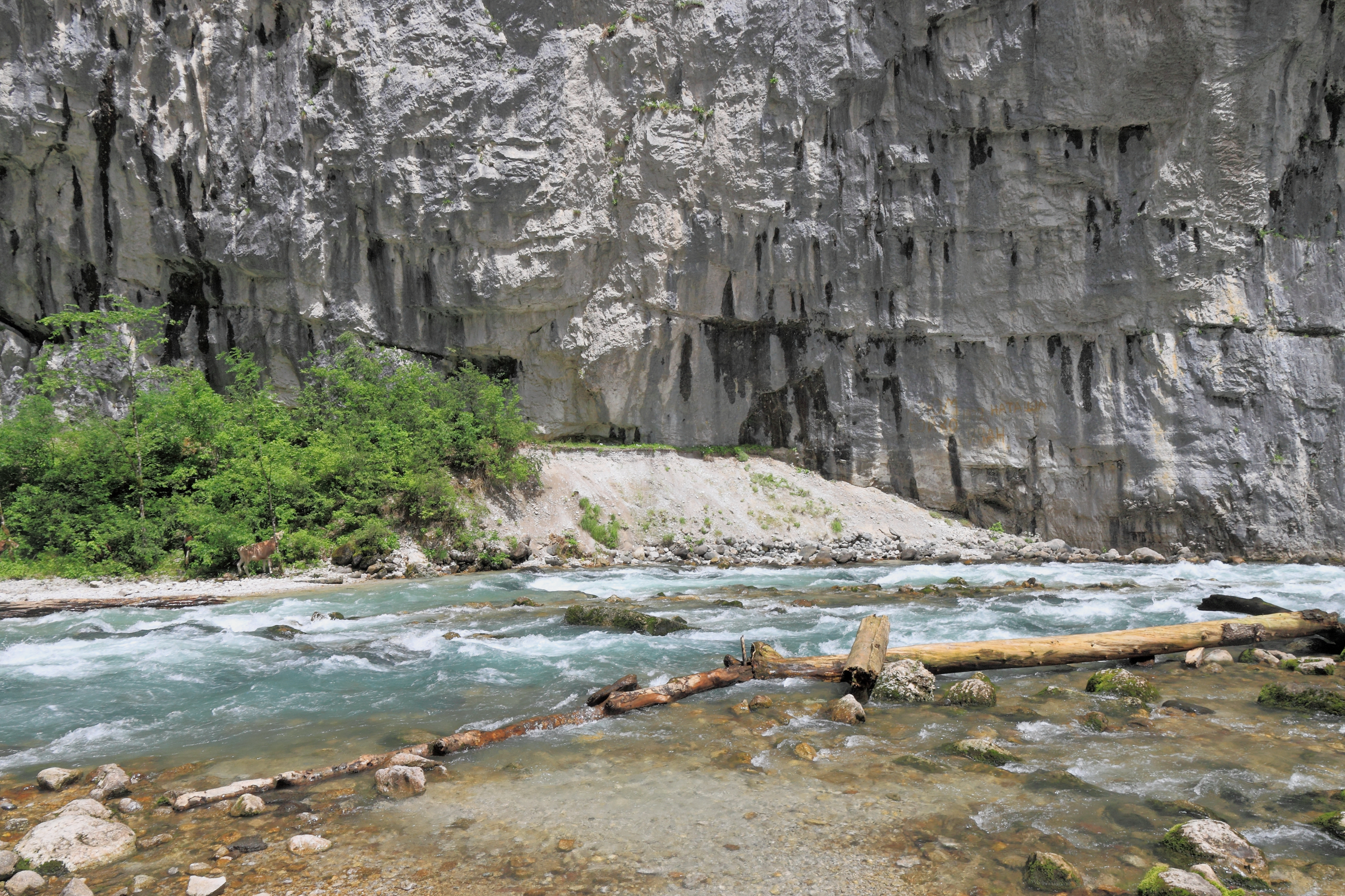
Rzeka Jupszara
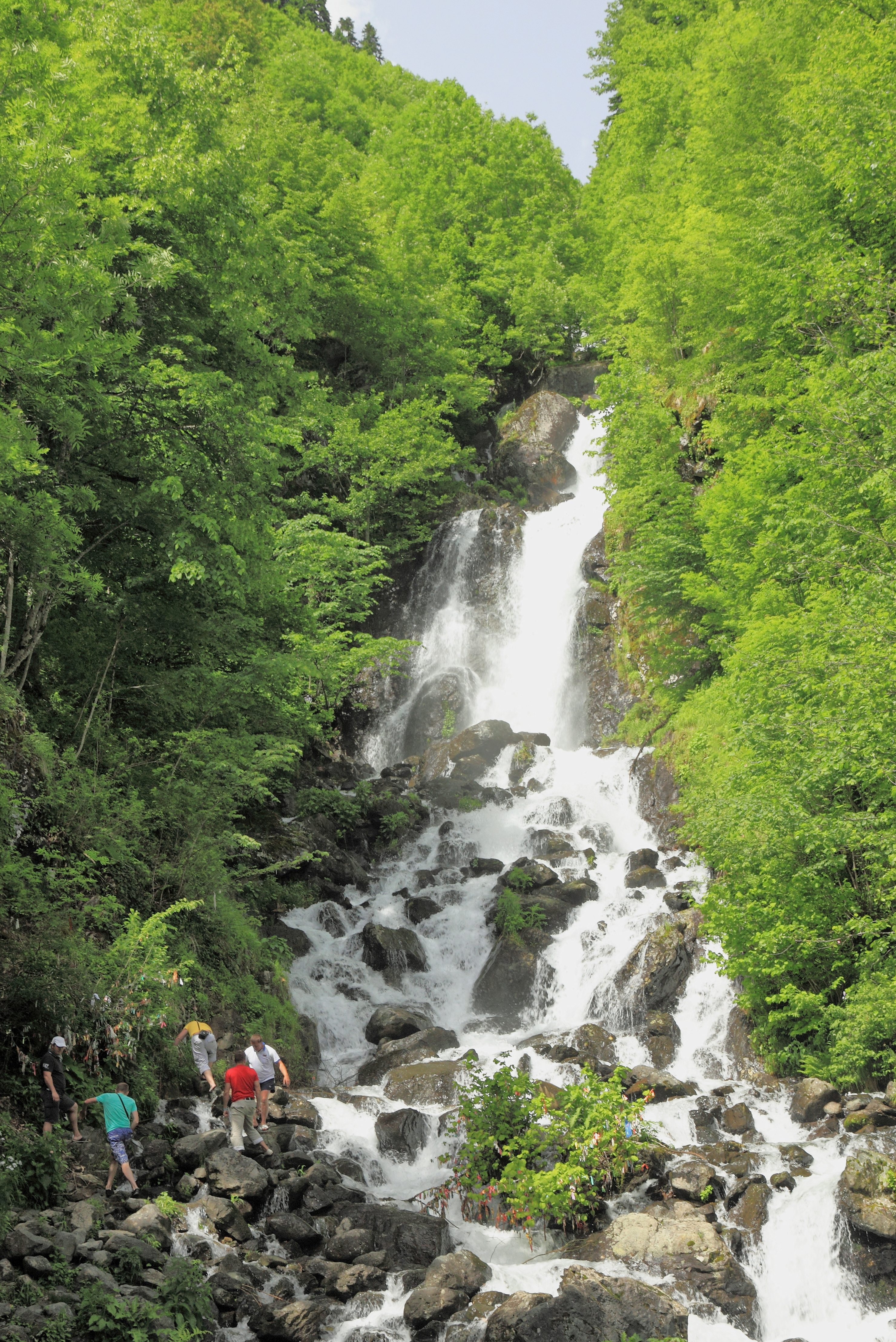
Mleczny Wodospad
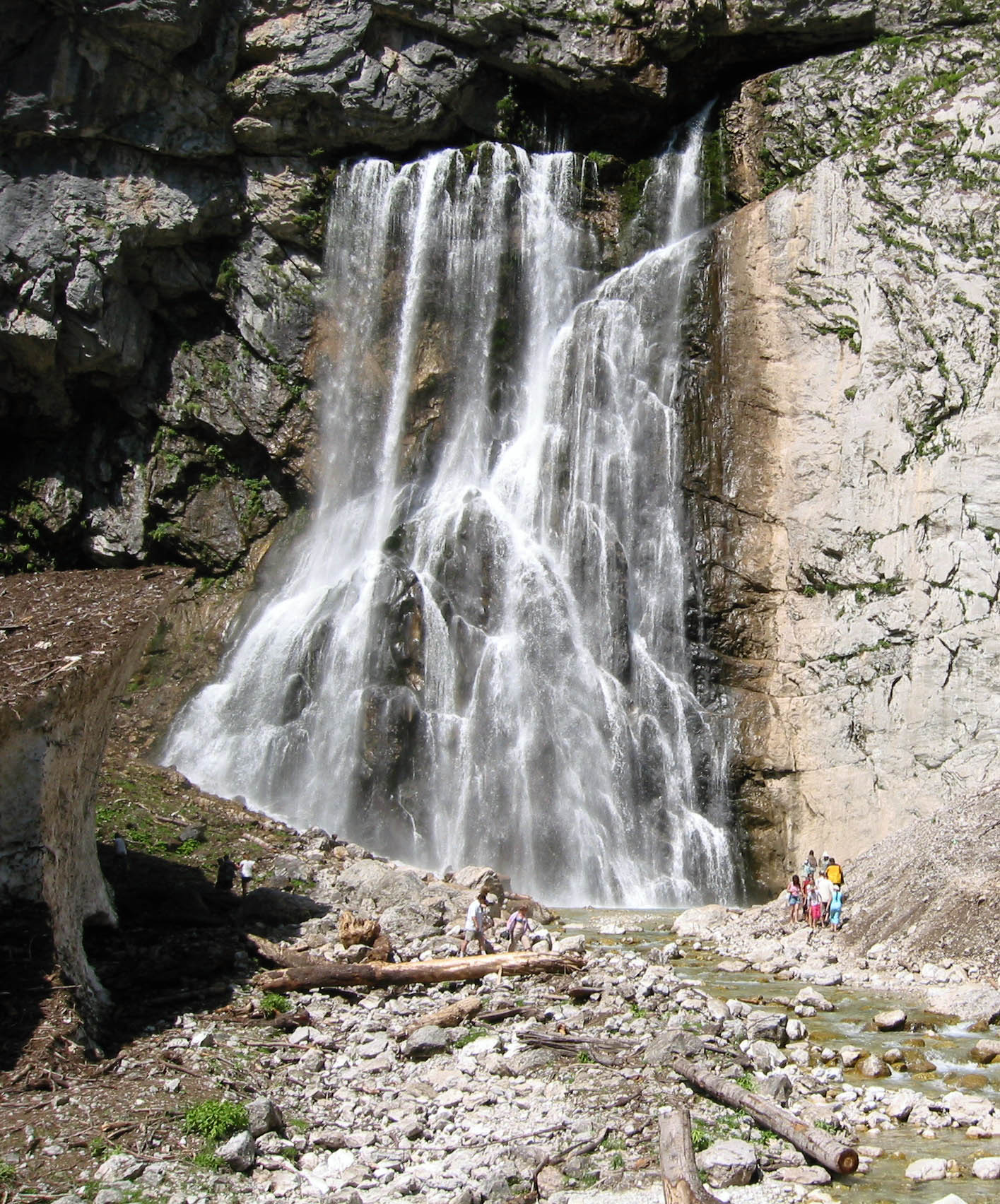
Gegski Wodospad

## Klimat
Na wybrzeżu klimat podzwrotnikowy, wilgotny, w górach od 500 do 2000 m n.p.m. górski umiarkowany, powyżej 2000 m n.p.m. – górski chłodny. 
Średnia temperatura w styczniu od –2 °C do 4-7 °C, w lipcu 16-24 °C, roczne opady 1300-2400 mm.

## Gleby
Na wybrzeżu i pogórzu przeważają czerwonoziemy i żółtoziemy, wyżej gleby próchniczno-węglanowe, brunatne gleby leśne i gleby górskie. 

## Roślinność
Pierwotna roślinność, chroniona w rezerwatach (Rica, Gumistyński, Pschuski, Picundyjsko-Miusserski) to do wys. 1000 m n.p.m. zrzucające na zimę lasy liściaste (buk, kasztan, dąb, grab) z podszytem z wiecznozielonych krzewów (laurowiśnia wschodnia, rododendron, ostrokrzew, bukszpan). Wyżej górskie lasy bukowe i bukowo-jodłowe. Powyżej górnej granicy lasu roślinność piętra alpejskiego i turniowego.
Lasy do dziś zajmują ponad 55% powierzchni.

## Świat zwierzęcy
W lasach występują niedźwiedzie, dziki, jelenie, sarny, żubry. Z ptactwa bażanty.